# علیرضا نیک‌مهر
علیرضا نیک‌مهر بازیکن فوتبال اهل ایران و عضو تیم تراکتور، ماشین سازی تبریز، شهرداری تبریز، مقاومت فجر شهید سپاسی شیراز بود. پدرش جمشید نیک‌مهر داور به‌نام فوتبال کشور و دبیر ورزش بود. وی بر اثر سانحه رانندگی در ۲۷ شهریور ماه سال ۱۳۸۲ درگذشت. او صاحب مدرک دکترای پزشکی عمومی از دانشگاه تبریز بود.قبولی دوره رزیدنتی اورتوپدی از دانشگاه شهید بهشتی بود.
همسرش در زمان مرگ دکتر حامله بود. فرزندش را بعد از زایمان امیرعلی نامگذاری کردند که در تیم‌های پایه تراکتور بازی می‌کند.
ازخصوصیات بارز مرحوم می‌توان به شخصیت والایش اشاره کرد که در میان اهل فوتبال زبان زد خاص و عام بود.
نیک‌مهر از هفده سالگی دروازه‌بان تراکتور بود و از خود نمایشهای عالی به جا گذاشت تا به اردوی تیم ملی دعوت شد و در کنار احمدرضا عابدزاده، طباطبائی، جلال بشرزاد و غلامپور برای پوشیدن پیراهن تیم ملی رقابت کند و در مقطعی به عنوان گلر ذخیره عابدزاده پیراهن تیم ملی را بر تن کند.اما در تیم ملی دانشجویان و نیروهای مسلح یکه تاز میدان بود و توانست به عنوان دروازه‌بان اول در داخل چهارچوب تیم ملی بایستد و قهرمانی ارتش‌های جهان و دانشجویان جهان دست یابد.
نیک‌مهر برای ادامه خدمت سربازی روانه باشگاه فجر سپاسی شد اما ضعف چشم دردسری برای دروازه‌بانی او شد و نتوانست درخشش خود را ادامه دهد و درنهایت دروازه بان ذخیره پرویز برومند جوان و باانگیزه شد.